# Pergalumna decoratissima
Pergalumna decoratissima is een mijtensoort uit de familie van de Galumnidae. De wetenschappelijke naam van de soort is voor het eerst geldig gepubliceerd in 1986 door Perez-Inigo & Baggio.